# العمل لرد الدين

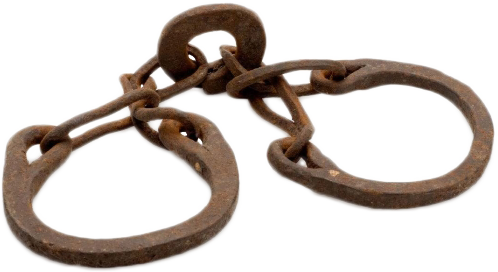

العمل لرد الدين أو استعباد الدين أو العمل بالسخرة، هو تعهد شخص ما بالخدمة كضمان لسداد دين أو التزام آخر، حيث أن شروط سداد الدين تكون غير واضحة أو غير معقولة، وبالتالي يحمل الشخص الدائن سيطرة على العامل حتى أجل غير مسمى. الخدمات التي يجب أن تقدم لسداد الدين غير محددة وليست مشروطة بوقت محدد، مما يسمح للشخص الدائن بطلب ما يريد من العامل. كما يمكن للسخرة أن تنتقل من جيل إلى جيل حتى يوفي الأبناء دين آبائهم.
أشارت منظمة العمل الدولية عام 2005 أن العمل بالسخرة هو أكثر أشكال العبودية انتشارًا بشكل غير قانوني بحوالي 8.1 مليون شخص حول العالم. تم وصف السخرة من قبل الأمم المتحدة بوصفها «الوجه الحديث للعبودية»، كما تسعى الاتفاقية التكميلية لإبطال الرق إلى إلغاء هذه الممارسة.
لا تزال هذه الممارسة منتشرة بشكل رئيسي في جنوب آسيا وجنوب الصحراء الكبرى، على الرغم من أن معظم بلدان تلك المناطق عضوة في الاتفاقية التكميلية لإبطال الرق. تقول الإحصائيات بأن حوالي من 84 إلى 88% من العمال بالسخرة موجودون في جنوب آسيا. إن عدم وجود الملاحقة القضائية والعقوبات تجاه هذه الممارسة هو السبب في وجودها بهذا الشكل اليوم.

## نظرة عامة

### تعريف
على الرغم من وجود اتفاقية العمل الجبري التي سنتها منظمة العمل الدول عام 1930 وضمن 187 عضو والتي هدفت إلى إنهاء العبودية المتمثلة في العمل الجبري، إلا أن المعارضة الرسمية للعمل بالسخرة ظهرت في الاتفاقية التكميلية لإبطال الرق عام 1956. حيث تم تعريفها في البند الأول كالتالي:
السخرة هي الحالة أو الشرط الذي يصف تعهد المدين بخدماته الشخصية أو خدمات شخص آخر خاضع لسيطرته كضمان لسداد الدين، وتكون طبيعة تلك الخدمات بدون ضوابط محددة وغير مشروطة بوقت محدد.
عندما يتم التعهد بتنفيذ الخدمات من قبل فرد ما، غالبًا ما يقوم المتعهد على العمل بتضخيم سعر الفائدة بشكل غير قانوني مما يجعل من المستحيل على الشخص المدين سداد الدين، وعند مماته ينتقل الدين لأولاده.

### استخدام المصطلح
على الرغم من كون مصطلحات مثل العمل بالسخرة أو العمل غير العادل أو الإتجار بالبشر تبدو متقاربة كونها عبارة عن أشكال مختلفة من العبودية، إلا أن كل منها هو فعل مستقل بذاته. يختلف العمل بالسخرة عن العمل غير العادل والإتجار بالبشر بأن العامل هنا هو من يتعهد بالعمل كشرط لسداد الدين دون أن يجبره أحد على ذلك.
ينطبق مصطلح العمل بالسخرة فقط على الأشخاص الذين لا أمل لهم بسداد الدين إلى الأبد. أولئك الأشخاص الذين يعرضون خدماتهم لسداد الدين بحيث يقوم القائم على العمل بتحديد حجم الفائدة بشكل يتناسب مع نوعية الخدمة المقدمة لا يصنفون ضمن العاملين بالسخرة.

## التاريخ

### آسيا
في القرن التاسع عشر، كان الناس في آسيا يعملون بالسخرة بسبب العديد من الأسباب التي تتراوح بين المزارعين الذين يرهنون مواسم حصادهم إلى مدمني المخدرات الذين يلهثون خلف الأفيون في الصين. عند حدوث كارثة بيئية أو يصبح الطعام نادرًا، يقوم الناس بشكل طوعي باختيار القيام بالعمل بالسخرة لضمان بقائهم على قيد الحياة. في بدايات القرن العشرين، كان معظم من يتم تصنيفهم كعمال بالسخرة قد ورثوها عن آبائهم. في بعض المنطق مثل بورما، كان العمل بالسخرة منتشر بشكل كبير وشائع أكثر من العبودية. اختار العديد من الناس العمل بالسخرة من أجل سداد الفائدة على قرض أو من أجل دفع الضرائب، وخلال عملهم سواء في الحقول أو البيوت أو المطابخ أو الألبسة كان يتم زيادة الفائدة على الدين مع الوقت مما يجعل خروج من المدين من دائرة السخرة حلمًا بعيد المنال.
بالإضافة إلى ذلك، بعد التطور في الاقتصاد العالمي، زادت الحاجة إلى العمال في آسيا التي لم تلحق بركب التطور الاقتصادي خلال القرن التاسع عشر. الطلب الكبير على العمالة في آسيا كان هدفه تلبية الاحتياجات الصناعية المتزايدة لبلدان مثل الولايات المتحدة وألمانيا. زراعة المحاصيل النقدية مثل القهوة والكاكاو والسكر بالإضافة إلى البحث عن المعادن مثل الذهب والقصدير هو ما دفع أصحاب العمل إلى البحث عن أفراد عليهم ديون في سبيل إبقائهم في هذا العمل بشكل دائم. على وجه الخصوص، كان النظام الهندي للعمل المشروط مبني على أساس العمل بالسخرة حيث تم نقل ما يقارب مليوني شخص هندي إلى مستعمرات متعددة في أوروبا للعمل في المزارع. بدأ هذا الأمر منذ نهاية العبودية عام 1833 واستمر حتى عام 1920.

### أفريقيا
كان «رهن الأشخاص» شيئًا شائعًا شرق وغرب أفريقيا خلال القرن السابع عشر، وعرفه ويلكس بأنه: «استخدام البشر عبر نزع حقوقهم من أجل سداد الدين». تم استحداث نظام رهن البشر بشكل متوازي مع الإتجار بالرق في أفريقيا. كثيرًا ما يتم التطرق إلى تاريخ تصدير الرق من أفريقيا إلى أمريكا، لكن ما لا يعرفه الجميع أن العبودية كانت شائعة بكثرة ضن أفريقيا نفسها، التطور الزراعي في زنجبار في شرق أفريقيا كمثال عكَس الحاجة إلى استقدام عبيد من بلدان مجاورة. كان معظم الرق الذي يتم استقدامهم عبر تجارة العبيد في أفريقيا بمعظمهم من الرجال، نظرًا لتحملهم ظروف العمل الصعبة والقاسية، وهذا ما أدى إلى زيادة نسبة الاستغلال الجنسي للنساء.
بعد إلغاء العبودية ضمن العديد من الدول في القرن التاسع عشر، بقيت أوروبا في حاجة إلى العمال. علاوة على ذلك، كانت ظروف العبيد المحررين صعبة للغاية. حيث انتشر التمييز بكل كبير ضدهم، مما جعل تحصيلهم لدخل مستدام أمرًا غاية في الصعوبة. ونتيجة لهذا التمييز، قرر العديد من العبيد توقيع عقود مع مالكيهم شبيهة بالعمل بالسخرة.

### أوروبا

#### العصور الكلاسيكية القديمة
كان العمل بالسخرة أمرًا من الطبيعي انتشاره خلال العصور الكلاسيكية. حيث كان يتقدم الفقراء الغير قادرين نهائيًا على الوفاء بديونهم طوعيًا ليعملوا بالسخرة، أو بمعنى آخر، أجبرتهم الظروف على ذلك وإلا لوقعوا في مشاكل لا تحمد عقباها يسببها لهم الدائنون. في العالم اليوناني الروماني، كان العمل بالسخرة طريقًا يسلكها الكثير من الناس الأحرار نتيجة الظروف، وكانت في تعريفها مختلفة عن العبودية التي تطبق على الشخص بناء على العرق أو الوراثة. اتشر العمل بالسخرة ضمن أشكال متعددة ضمن روما القديمة واليونان القديمة.

#### ممارستها في العصر الحديث
على الرغم من اختلاف إحصاءاته عن الأرقام التي أصدرتها منظمة العمل الدولية، أشار الباحث سيدهارث كارا أنه مع نهاية عام 2011 كان هناك نحو من 18 إلى 20.5 مليون عامل بالسخرة. يعمل هؤلاء العمال اليوم ضمن المصانع المنتجة التي تنتج الروبيان المجمد والطوب والقهوة والشاي والماس والرخام والملابس.

### جنوب آسيا
على الرغم من قيام كل من الهند وباكستان وبنغلادش بسن قوانين تحرم العمل بالسخرة، إلا أنه وحسب كارا، يقدر أنه من 84 إلى 88% من مجموع العمالة بالسخرة موجودة في جنوب آسيا. تظهر اللوائح التي أصدرتها منظمة هيون رايتس ووتش عام 1999 أرقامًا مخيفة، حيث أشارت إلى أن مقارب نحو 40 مليون عامل بالسخرة ومعظمهم من الأطفال موجودون في الهند وحدها.

### أفريقيا السوداء
يُعنى بمصطلح أفريقيا السوداء مجموع البلدان الأفريقية الواقعة تحت الصحراء الكبرى. على الرغم من عدم وجود تقديرات واقعية لعدد العمال بالسخرة الموجودين في أفريقيا السوداء إلا أن مؤشر الرق العالمي يقدر عدد العمال المستعبدين في تلك المناطق بعدد كلي نحو 6.25 مليون. في دولة مثل غانا، يقدر أنه نحو 85% من الأشخاص المستعبدين مربوطين بالعمل. بالإضافة إلى ذلك، تضم هذه المنطقة دولة موريتانيا، والتي تعتبر أكثر دولة في العالم من حيث عدد المستعبدين، إذ يصل عدد العاملين بالسخرة فيها إلى حوالي 20% من شعبها.

## البغاء
أظهر تقرير عام 1994 حول البغاء في تايلاند أن المديونية الإجبارية منتشرة بين الفتيات العاملات بالبغاء القسري. خصوصًا عند اللواتي تم نقلهن عبر الحدود. حيث يتم إجبارهن على دفع الديون بفائدة تصل إلى 100% ويدفعون أجور الغرف والطعام والحاجيات الخاصة. إضافة إلى العمل بالسخرة، تتعرض النساء والفتيات إلى أنواع أخرى من الانتهاكات مثل الأذى الجسدي والاغتصاب وأشياء أخرى.

## النتائج

### الإيرادات
تقدر منظمة العمل الدولية مبلغ يقدر ب 51.2$ سنويًا كلها عائدة من العمل بالسخرة. بالإضافة إلى الدور الذي يلعبه أرباب العمل في توظيف العمال بالسخرة، إلا أن مستهلكي تلك المنتجات سواء في بلد المنشأ أم خارجًا يشاركون أيضًا في نسبة من ذلك الربح. إن سلسلة البضائع العالمية التي تنتقل من بلد لبلد حول العالم هي في الغالب من صنع أشخاص يعملون بالسخرة. السبب في ذلك أن التنظيم الإداري لهذه السلسة معقد للغاية، فهو يعبر الحدود الدولية ويتعاون مع الشركات التي تتبع سياسة النأي بالنفس ويشطب قوانين العمل غير الفعالة حتى تصل إلى يد المستهلك الغافل عن كيفية صنع هذه المواد. من بعض الجهود التي يقوم بها عدد من المستهلكين هي شراء سلع التجارة العادلة تحت أمل أنهم يصنعون فرقًا. تقدر الميزانية السنوية للصناعة العادلة بحوالي 12 مليار دولار. لكن للأسف، هذا الرقم بسيط جدًا أمام الاقتصاد العالمي. يجب أن تصدر قوانين العمل الدولية من سلطات مختلفة مثل منظمة العمل الدولية ومنظمة التجارة العالمية والإنتربول والأمم المتحدة التي تملك القوة الكافية لردع المخالفين.

### استمرارية العمل
في أغلب الصناعات التي تعتمد على العمل بالسخرة، يعمل أفراد العائلة بما بينهم الأطفال في كثير من الأحيان من أجل سداد دين فرد واحد منهم. وبسبب عدم قدرة هؤلاء الأطفال على الذهاب على المدرسة والتعليم فإنهم سيبقون حبيسي فقرهم. علاوة على ذلك، عندما يموت شخص ما وهو عليه دين، فإنه ينتقل إلى فرد آخر من عائلته وغالبًا ما يكون الأطفال. تصف منظمة العمل الدولة هذا النوع من العمل هو أسوأ أنواع عمالة الأطفال. يعزو الكثير من الباحثين مثل باسو وتشاو حوادث عمالة الأطفال بالسخرة إلى عوامل متعددة منها قوانين حقوق العمال ودرجة تطور الاقتصاد. على الرغم من وجود قوانين تمنع عمل الأطفال تحت سن معين، إلا أنه لا يتم تطبيقها، خصوصًا في البدان التي تعتمد في اقتصادها على الزراعة.

## المبادرات السياسية

### الأمم المتحدة
وصفت الأمم المتحدة العمالة بالسخرة على أنها الشكل الحديث للعبودية، وهي محرمة حسب القوانين العالمية. ويتعامل هذا النوع من العمل بشكل خاص مع المادة الأولى من الاتفاقية التكميلية لإبطال الرق التي أصدرتها الأمم المتحدة عام 1956. ومع ذلك لا تزال المشكلة قائمة وخاصة في البلدان النامية، التي لا تمتلك آليات للخروج من الإفلاس أو ضمان حقوق ملكية الأراضي، حيث أنه فقط عدد قليل من الناس يسجلون أملاكهم وأراضيهم بشكل رسمي، ويعتبر الاقتصادي هيرناندو دي سوتو هذا الأمر حاجز كبير في وجه التطور ضمن هذه البلدان. 